# 갈루아 코호몰로지
수학에서 갈루아 코호몰로지(영어: Galois cohomology)는 갈루아 가군의 군 코호몰로지, 즉 갈루아 군의 가군에 호몰로지 대수학을 적용하는 연구이다. 체의 확대 L/K와 연관된 갈루아 군 G는 어떤 아벨 군(예: L 에서 직접 구성된 군)에서 자연스러운 방식으로 작동하지만 더 추상적인 수단으로 파생될 수 있는 다른 갈루아 표현을 통해서도 작동한다. 갈루아 코호몰로지는 갈루아불변량 원소를 취하는 것이 완전 함자가 되지 못하는 방식을 설명한다.

## 역사
현대의 갈루아 코호몰로지 이론은 1950년경 대수적 정수론에서 이데알 유군의 갈루아 코호몰로지가 유체론을 공식화하는 한 가지 방법임을 깨달았을 때 발전되었다. 이 분야는 그 당시 L 함수와 연결을 끊고 있었다. 갈루아 코호몰로지는 갈루아 군이 아벨 군이라는 가정을 하지 않으므로 비-아벨 이론이었다. 그것은 유형 형성(class formation) 이론으로 추상적으로 정식화되었다. 1960년대의 두 가지 발전으로 상황이 바뀌었다. 첫째, 갈루아 코호몰로지는 에탈 코호몰로지 이론의 기본 계층으로 나타났다(대략적으로 말하자면, 0차원 스킴에 적용되는 이론). 둘째, 랭글랜즈 프로그램의 일부로 비-아벨적 유체론이 시작되었다.
갈루아 코호몰로지로 식별할 수 있는 가장 초기의 결과는 대수적 수론과 타원 곡선의 산술에서 오래 전에 알려졌다. 정규 기저 정리는 L의 덧셈 군의 첫 번째 코호몰로지 군이 사라질 것임을 의미한다. 이것은 일반적인 체 확대에 대한 결과이지만 리처드 데데킨드에게는 어떤 형태로든 알려졌다. 곱셈 군에 해당하는 결과는 힐베르트의 정리 90으로 알려져 있으며 1900년 이전에 알려졌다. 쿠머 이론은 이론의 또 다른 초기 부분으로, m 번째 승사상에서 오는 연결 위상 동형에 대한 설명을 제공한다.
사실, 잠시 동안 반드시 순환적이지 않은 군에 대한 1- 여순환의 곱셈 사례는 에미 뇌터의 이름을 딴 뇌터 방정식의 해로 공식화되었다. 그들은 에밀 아틴의 갈루아 이론에 대한 취급에서 이 이름으로 나타나며 1920년대에는 구전되었을 것이다. 곱셈 군에 대한 2-여순환의 경우는 브라우어 군 의 경우이며 그 의미는 1930년대의 대수학자들에게 잘 알려진 것 같다.
또 다른 방향인 꼬임자의 방향에서 이들은 타원곡선에 대한 페르마의 무한강하법에 이미 암시되어 있다. 수많은 직접 계산이 수행되었으며 모델-베유 정리의 증명은 특정 H 1군에 대한 유한성 증명의 어떤 대용으로 진행되어야 했다. 동형이 아니지만 대수적 폐포에 대해 그렇게 되는 대수적으로 닫히지 않은 체에 대한 개체의 '꼬인' 특성은 다른 대수군(예: 2차 형식, 단순 대수, 세베리–브라우어)과 연결된 많은 경우에도 일반 이론이 등장하기 전 1930년대에 알려져 있었다.
정수론에서 필요성은 특히 갈루아 코호몰로지에 대한 국소-전역 원리를 제어해야 한다는 요구 사항으로 표현되었다. 이것은 하세의 노름 정리와 같은 유체론의 결과를 통해 공식화되었다. 타원곡선의 경우 셀머군 에서 테이트-샤파레비치군의 핵심 정의로 이어졌는데, 이는 국소-전역 원칙의 성공을 가로막는 장애물이다. 예를 들어 버치-스위너턴다이어 추측에서 그 중요성에도 불구하고 카를 루빈의 결과가 어떤 경우에 그것이 유한하다는 것을 보여줄 방법을 제공할 때까지 그것을 통제하는 것은 매우 어려운 것으로 판명되었다.(그것의 추측 순서는 L-함수 공식에 의해 예측되었다)
존 테이트와 관련된 이론의 다른 주요 발전은 테이트-푸아투 쌍대성 결과였다.
G는 사유한군일 수 있으며, 이 경우 정의는 연속적인 여사슬만 허용하도록 조정되어야 한다.

## 참고 문헌
- Serre, Jean-Pierre (2002), 《Galois cohomology》, Springer Monographs in Mathematics, Translated from the French by Patrick Ion, Berlin, New York: Springer-Verlag, ISBN 978-3-540-42192-4, MR 1867431, Zbl 1004.12003, translation of  Cohomologie 갈루아ienne, Springer-Verlag Lecture Notes 5 (1964).
- Milne, James S. (2006), 《Arithmetic duality theorems》 2판, Charleston, SC: BookSurge, LLC, ISBN 978-1-4196-4274-6, MR 2261462, Zbl 1127.14001
- Neukirch, Jürgen; Schmidt, Alexander; Wingberg, Kay (2000), 코호몰로지 of Number Fields, Grundlehren der Mathematischen Wissenschaften, vol. 323, Berlin: Springer-Verlag, ISBN 978-3-540-66671-4, MR 1737196, Zbl 0948.11001